# Universidad de Nueva Gales del Sur
La Universidad de Nueva Gales del Sur (en inglés: University of New South Wales (UNSW Sydney)) es una universidad pública de investigación situada en Sídney, Nueva Gales del Sur, Australia.  
La prestigiosa UNSW se posiciona en el puesto 19 del mundo y 2 de Australia en el 2025, y es considerada una de las mejores universidades del mundo, y de las más difíciles de obtener admisión de Australia.
Es mejor conocida en los campos de la ingeniería, tecnología y las matemáticas (STEM), derecho y negocios (contabilidad, finanzas, economía y administración). Generalmente se sitúa entre las mejores 20 del mundo en estas materias. La UNSW es considerada la mejor escuela de Negocios en Australia.
Fue fundada en 1949, y cuenta con 63,000 estudiantes. UNSW es un miembro fundador del Grupo de las Ocho y miembro de las Universitas 21, PluS Alliance, Global Alliance of Technological Universities y Asociación de Universidades de la Cuenca del Pacífico. Además, tiene asociaciones internacionales de intercambio e investigación con más de 200 universidades de todo el mundo. 
La universidad tiene siete facultades, a través de las cuales ofrece títulos de licenciatura, maestría y doctorado. El campus principal está en Kensington, a 7 kilómetros del distrito central de negocios (CBD) de Sídney. Además, cuenta con campus alrededor de Sídney y un campus en Canberra, Territorio Capital Australiano.

## Historia

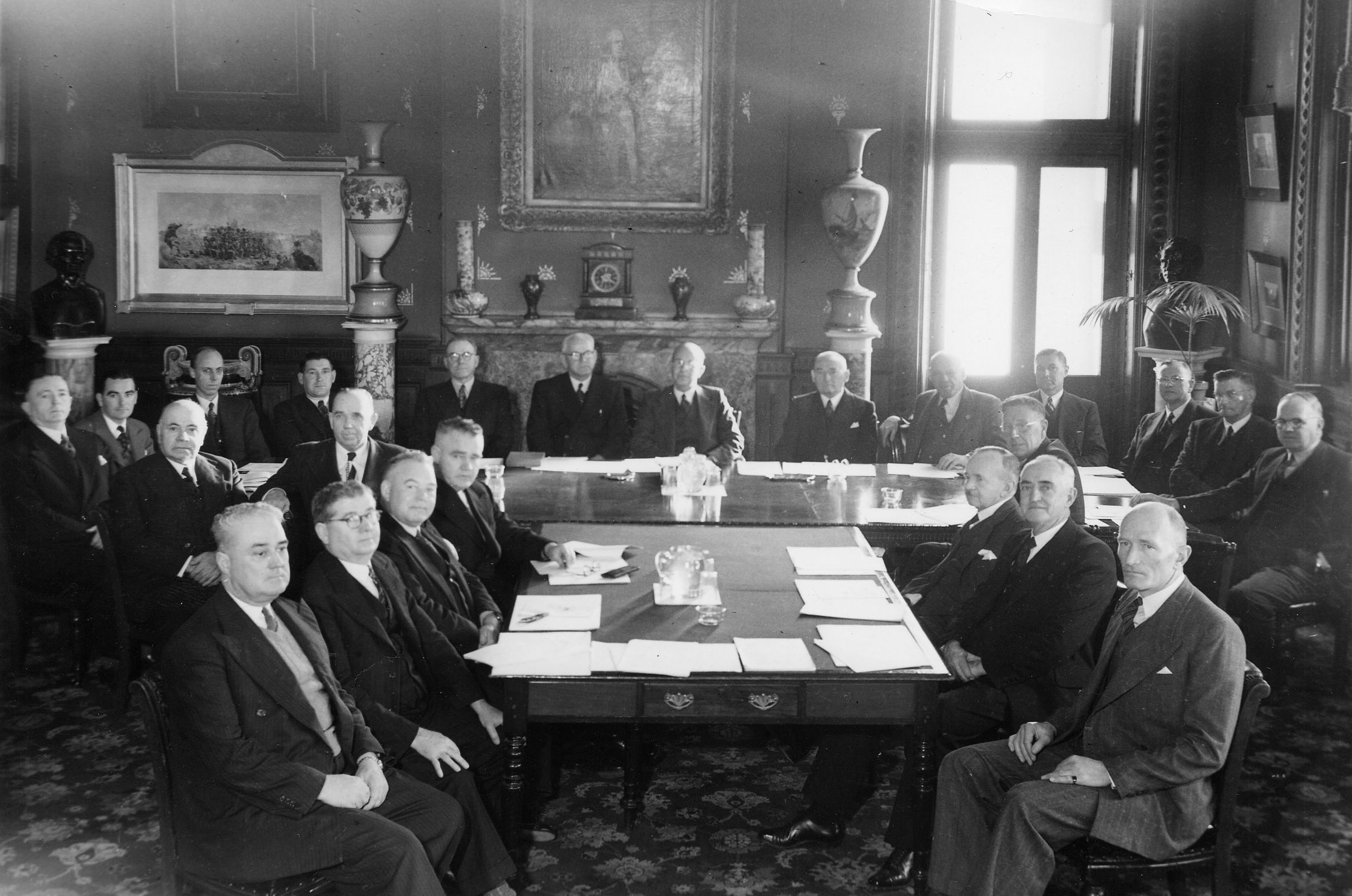
Primera reunión del Consejo Universitario en 1949

### Fundación
Los orígenes de la universidad se remontan a la Escuela de Artes Mecánicas de Sídney, fundada en 1833, y al Colegio Técnico de Sídney, creado en 1878. Estas instituciones se crearon para satisfacer la creciente demanda de capacidades en nuevas tecnologías a medida que la economía de Nueva Gales del Sur pasaba de su base pastoril a las industrias impulsadas por la era industrial.
La idea de fundar la universidad tuvo su origen en las exigencias de la crisis de la Segunda Guerra Mundial, durante la cual se llamó la atención de la nación sobre el papel fundamental que desempeñaban la ciencia y la tecnología en la transformación de una sociedad agrícola en otra moderna e industrial. El gobierno laborista de Nueva Gales del Sur de la posguerra reconoció la creciente necesidad de contar con una universidad especializada en la formación de ingenieros y profesionales relacionados con la tecnología de alta calidad y en número superior a la capacidad y características de la actual Universidad de Sídney. De ahí surgió la propuesta de crear el Instituto de Tecnología, presentada por el entonces Ministro de Educación de Nueva Gales del Sur, Bob Heffron, y aceptada el 9 de julio de 1946.
La universidad, originalmente denominada "Universidad Tecnológica de Nueva Gales del Sur", obtuvo su estatus estatutario mediante la promulgación de la New South Wales University of Technology Act 1949 (NSW) por el Parlamento de Nueva Gales del Sur en Sídney en 1949.

### Primeros años
En marzo de 1948 comenzaron las clases con un primer grupo de 46 estudiantes que cursaban programas de ingeniería civil, ingeniería mecánica, ingeniería de minas e ingeniería eléctrica. En aquella época, los programas de tesis eran innovadores. Cada curso incluía un periodo específico y sustancial de formación práctica en la industria correspondiente. También era inédito que los centros de enseñanza superior de la época incluyeran la enseñanza obligatoria de humanidades.
La zona inferior del campus de Kensington se cedió a la universidad en dos lotes, en diciembre de 1952 y junio de 1954. La zona superior del campus se cedió a la universidad en noviembre de 1959.

### Expansión
En 1958, el nombre de la universidad se cambió por el de "Universidad de Nueva Gales del Sur", reflejando la transformación de una institución de base tecnológica a una universidad generalista. En 1960 se crearon las facultades de Letras y Medicina, y en 1971 la de Derecho.
El primer director de la universidad fue Arthur Denning (1949-1952), que realizó importantes aportaciones a la fundación de la universidad. En 1953 fue sustituido por Philip Baxter, que continuó como vicerrector cuando se cambió el título de este cargo en 1955. La gestión dinámica, aunque autoritaria, de Baxter fue fundamental en los primeros 20 años de la universidad. Su energía visionaria, aunque a veces controvertida, hizo que la universidad pasara de un puñado de estudiantes a 15 000 en 1968. El nuevo vicerrector, Rupert Myers (1969-1981), aportó consolidación y un estilo de gestión urbano a un periodo de aumento del número de estudiantes, demanda de cambios en el estilo universitario y problemas de agitación estudiantil.
En 1962 se creó la editorial de libros académicos University of New South Wales Press. Ahora es una entidad sin ánimo de lucro de la ACNC y tiene tres divisiones: NewSouth Publishing (la rama editorial de la empresa), NewSouth Books (la parte de ventas, marketing y distribución de la empresa) y la librería UNSW Bookshop, situada en el campus de Kensington.
Las técnicas estabilizadoras de los años ochenta, dirigidas por el vicerrector Michael Birt (1981-1992), proporcionaron una base firme para el enérgico corporativismo y las mejoras del campus perseguidas por el siguiente vicerrector, John Niland (1992-2002). En la década de 1990 se incorporaron las bellas artes a la universidad. La universidad creó facultades en Newcastle (1951) y Wollongong (1961), que acabaron convirtiéndose en la Universidad de Newcastle y la Universidad de Wollongong en 1965 y 1975, respectivamente.
El antiguo Instituto de Educación St George (parte del efímero Colegio de Educación Avanzada de Sídney) se fusionó con la universidad a partir del 1 de enero de 1990, lo que dio lugar a la creación de una Escuela de Formación del Profesorado en el antiguo campus del SGIE en Oatley. Posteriormente también se crearon en St George una Escuela de Estudios Deportivos y de Ocio y una Escuela de Arte y Educación Musical. El campus se cerró en 1999.

### Historia reciente
En 2012, las fuentes privadas aportaron el 45 % de la financiación anual de la universidad.
En 2010 se inauguró el Centro Lowy de Investigación del Cáncer, la primera instalación de Australia que reúne a investigadores en cáncer infantil y de adultos, con un coste de 127 millones de dólares.
En la Encuesta de Experiencia Estudiantil de 2019, la Universidad de Nueva Gales del Sur registró la calificación de satisfacción estudiantil más baja de todas las universidades australianas, con una calificación de satisfacción general de 62,9, inferior a la media nacional general de 78,4. Las bajas cifras de satisfacción de los estudiantes de la UNSW en 2019 se atribuyeron al cambio de la universidad a un sistema trimestral. En la Encuesta de Experiencia Estudiantil de 2021, la Universidad de Nueva Gales del Sur registró la calificación de satisfacción estudiantil más baja de todas las universidades de Nueva Gales del Sur, y la segunda más baja a nivel nacional detrás de la Universidad de Melbourne, con una calificación de satisfacción general de 66,9, que fue inferior a la media nacional general de 73.
El 15 de julio de 2020, la universidad anunció la supresión de 493 puestos de trabajo y una reducción del 25 % en la dirección debido a los efectos del COVID-19 y a un déficit presupuestario de 370 millones de dólares.
En mayo de 2022, la UNSW anunció que la universidad había recibido una financiación de 4,7 millones de dólares para proseguir la investigación en prevención sanitaria. Los fondos se destinarán a la investigación sobre enfermedades infecciosas, consumo de drogas y alcohol y atención primaria de salud. Anunciada como parte del Programa de Apoyo a la Investigación en Prevención (PRSP) de NSW Health, la investigación está diseñada para apoyar a las organizaciones de investigación del NWS que llevan a cabo investigaciones sobre prevención e intervención temprana.

## Rankings

### Posicionamiento Global
| URAP                         | 36 |
| QS Rankings                  | 19 |
| U.S. News & World Reports    | 36 |
| NTU                          | 45 |
| Times Higher Education World | 71 |

### Posicionamiento Nacional
| QS Rankings                  | 2 |
| ARWU                         | 3 |
| Times Higher Education World | 6 |
| NTU                          | 5 |
| U.S. News & World Reports    | 4 |

La UNSW, en promedio, atrae a los estudiantes australianos con las calificaciónes más altas de Australia, y es de las universidades más difíciles de obtener admisión en el continente.
La universidad se clasificó 19 en el mundo en los 2024 QS World University Rankings, y esta clasificada, en promedio, entre las mejores 50 universidades del mundo. 
La universidad es particularmente fuerte en la ingeniería y la tecnología, negocios y leyes. En el 2024 QS World University Rankings by Subject la UNSW se ubicó 20 en el mundo en contabilidad y las finanzas, 12 en la facultad de derecho, en el puesto 3 en ingeniería minera, y generalmente se ubica entre las mejores de Australia y del mundo en todas las áreas de estudio.
La UNSW es la universidad que ha producido más millonarios y emprendimientos del país, y sus graduados son los que tienen más puestos ejecutivos del ASX 200 empresas listadas, más que cualquier otra universidad en Australia.